# Xysticus ulmi
Xysticus ulmi es una especie de araña cangrejo del género Xysticus, familia Thomisidae. Fue descrita científicamente por Hahn en 1831.

## Descripción
Los machos tienen una longitud corporal de 3 a 4 mm, las hembras de 5 a 8,3 mm. El triángulo del caparazón y el abdomen son mucho más alargados en Xysticus ulmi en comparación con las otras arañas Xysticus. El patrón en forma de hoja en el dorso es de color marrón con algunas líneas transversales blanquecinas hacia la parte posterior. Las patas están marcadas con puntos finos. Xysticus ulmi es sexualmente dimórfico; los machos son más oscuros que las hembras y la rótula y el fémur de la primera y segunda patas son negros.

## Hábitat
Xyticus ulmi generalmente se encuentra en la vegetación baja y en la capa del suelo en lugares húmedos, especialmente en humedales y pastizales ásperos, pero también puede ocurrir en zanjas junto a campos de cultivo, setos, bordes de caminos y bosques, especialmente donde el dosel no está cerrado, como áreas de monte bajo. En Europa se encuentra desde las tierras bajas hasta las regiones alpinas.

## Biología
Las crías a menudo se encuentran en la hojarasca en la base de la vegetación, mientras que los adultos generalmente se encuentran en la hierba. Las hembras protegen sus sacos de huevos, generalmente cerca de la punta de las plantas superiores. En Gran Bretaña, las arañas adultas se encuentran principalmente en mayo y junio y las hembras a veces se ven hasta el otoño. Al igual que otros miembros del género, es un depredador de emboscada, al acecho de presas invertebradas. Los machos someten a las hembras acariciando sus piernas y luego las atan con seda antes del apareamiento.

## Distribución geográfica
Habita en Europa, Turquía, Cáucaso, Rusia (Europa hasta Siberia central y meridional), Asia central y China.